# Shanyin
Shanyin léase Shan-Yín (en chino:山阴县, pinyin:Shānyīn xiàn, lit: sombra de montaña) es un condado bajo la administración directa de la ciudad-prefectura de Shuozhou. Se ubica al  norte de la provincia de Shanxi, este de la República Popular China. Su área es de 1627 km² y su población total para 2010 fue de +200 mil habitantes.

## Administración
El condado de Shanyin se divide en 12 pueblos que se administran en 3 poblados y 9 villas.